# Revolta de pe Bounty

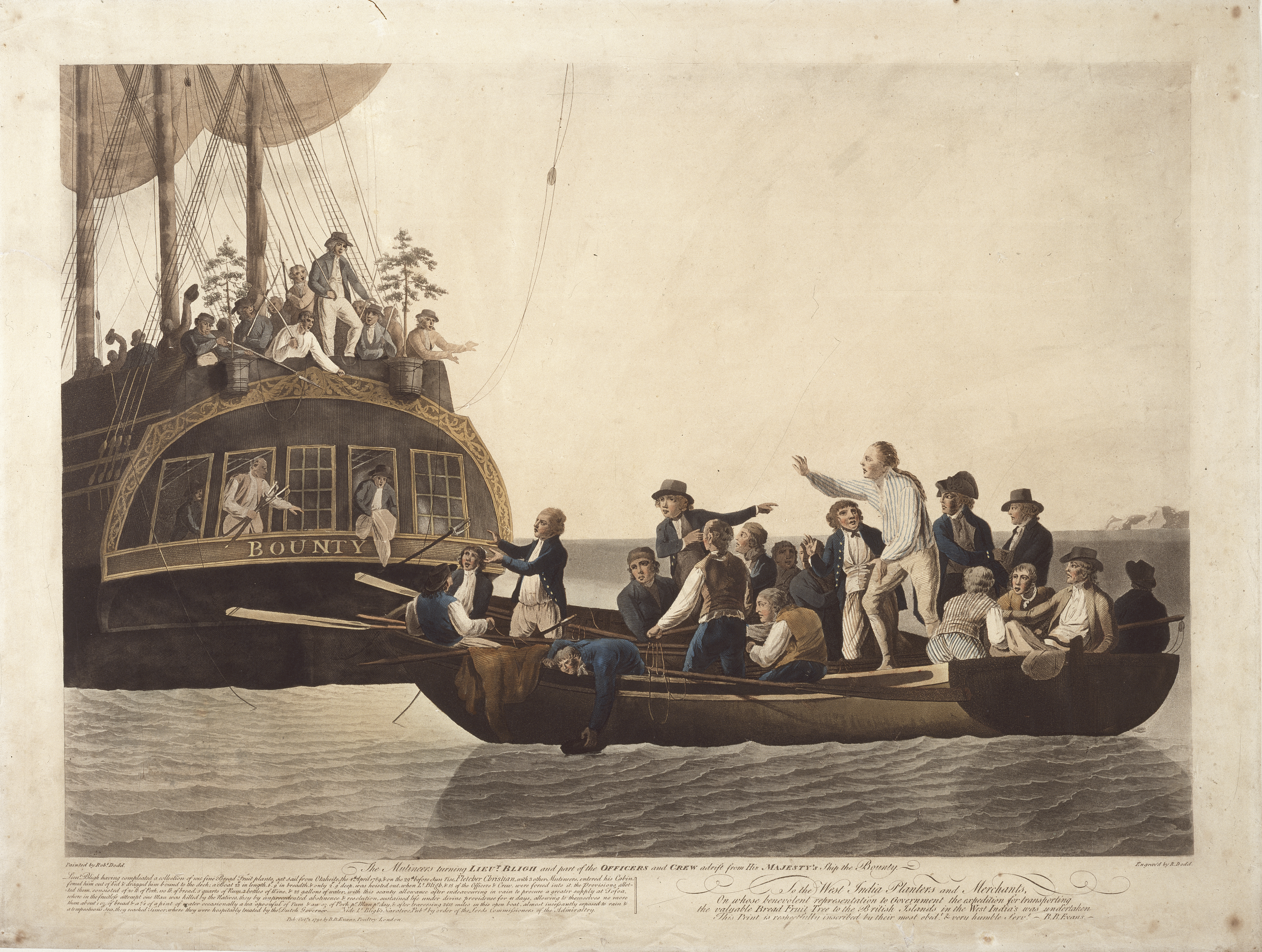
Marinarii răsculați gonindu-l pe lt. Bligh și pe unii ofițeri și membri ai echipajului de pe HMS Bounty la 29 aprilie 1789. De Robert Dodd

Revolta de pe Bounty a avut loc la bordul navei marinei britanice HMS Bounty⁠(en)[traduceți] la 28 aprilie 1789, și a fost apoi popularizată și amintită de mai multe cărți, filme, cântece populare, dintre care multe au modificat semnificativ evenimentele. Revolta a fost condusă de Fletcher Christian⁠(en)[traduceți] împotriva ofițerului comandant, William Bligh. Conform majorității relatărilor, marinarii au fost atrași de perspectiva unei vieți idilice pe insula Tahiti din Pacific și au fost indignați de presupusa cruzime a căpitanului lor.
Optsprezece răsculați l-au izgonit pe căpitanul Bligh și pe majoritatea celor loiali lui pe o ambarcațiune mică. Răsculații s-au stabilit apoi în 1789, unii în Tahiti în 1789 alții pe insula Pitcairn, împreună cu băștinașii cu care se împrieteniseră. Vasul Bounty a fost ars pentru a evita detectarea și a preveni dezertarea. Descendenții unora dintre răsculați încă mai trăiesc pe Pitcairn.
După ce Bligh și echipajul său de 18 oameni au efectuat o călătorie lungă și plina de evenimente în mica ambarcațiune, spre Timor în Indiile Orientale Olandeze, el s-a întors în Anglia și a raportat revolta.

## Bountyși expediția din 1787
Nava Majestății Sale (în engleză His Majesty's Ship, HMS) Bounty și-a început cariera sub numele de vasul carbonifer Bethia, o corabie cu vele relativ mică, construită în 1784 la șantierele navale Blaydes din Hull. Ulterior, ea a fost achiziționată de Marina Regală în schimbul a 2.600 de lire la 26 mai 1787, recondiționată și rebotezată Bounty. Bligh a fost numit locotenent comandant al navei Bounty la 16 august 1787, la vârsta de 32 de ani, după o carieră în care fusese și navigator pe vasul HMS Resolution⁠(en)[traduceți] în timpul celei de-a treia călătorii a lui James Cook (1776–1779).
Vasul fusese achiziționat de Marina Regală în scopul unei singure misiuni experimentale: urma să se deplaseze în Tahiti, să culeagă arbori de pâine și să-i transporte în Indiile Occidentale în speranța că vor fi acomodați acolo și că vor deveni o sursă ieftină de hrană pentru sclavi. Experimentul a fost propus de Sir Joseph Banks, care l-a recomandat pe Bligh pentru funcția de comandant, și a fost promovat printr-un premiu oferit de Royal Society. Tot Banks, la acea vreme director neoficial al Grădinii Botanice Regale din Kew⁠(en)[traduceți], l-a recomandat pe Bligh.
În iunie 1787, Bounty a fost recondiționată la Deptford⁠(en)[traduceți]. Cabina cea mare a căpitanului a fost transformată pentru a depozita ghivecele cu arbori de pâine, iar puntea superioară a fost prevăzută cu grilaje; podeaua a fost prevăzută cu un chenar de plumb care să recapteze apa utilizată pentru udarea plantelor. Bligh a primit o cabină mică lângă cele ale echipajului și ale ofițerilor.

### Călătoria spre Tahiti și sosirea acolo
La 23 decembrie 1787, Bounty a ridicat pânzele din portul Spithead⁠(en)[traduceți] către Tahiti cu un echipaj de 46 de persoane. Vreme de o lună, s-a încercat să se ocolească Capul Horn, dar vremea neprielnică a împiedicat aceasta. Bligh a ordonat întoarcerea ei și s-a îndreptat spre est, a ocolit Capul Bunei Speranțe și a traversat Oceanul Indian. În această călătorie, Bligh l-a degradat pe navigatorul navei, John Fryer, înlocuindu-l cu Fletcher Christian. Această faptă a dus la deteriorarea gravă a relațiilor dintre Bligh și Fryer, Fryer afirmând mai târziu că acțiunea lui Bligh a fost una pe motive personale. Bounty a ajuns în Tahiti la 26 octombrie 1788, după zece luni petrecute pe mare.
Bligh și echipajul său au petrecut cinci luni în Tahiti, pe atunci denumit „Otaheite”, culegând și pregătind în total 1.015 arbori de pâine. Bligh a permis echipajului să locuiască pe mal și să îngrijească plantele culese, iar aceștia s-au integrat în cultura și obiceiurile tahitienilor. Mulți dintre marinari și unii dintre „tinerii domni” s-au tatuat și ei conform obiceiului locului. Ajutorul de navigator Fletcher Christian s-a căsătorit cu tahitiana Maimiti. S-a spus și despre alți ofițeri și marinari de pe Bounty că ar fi stabilit „legături” cu femeile băștinașe.
Bligh nu a fost surprins de relațiile bune ale echipajului său cu tahitienii. El a trecut în jurnal următoarea analiză:
| “ | Femeile sunt vânjoase ... și au destulă delicatețe pentru a fi admirate și iubite - șefilor de trib le plac oamenii noștri în mod deosebit, într-atât încât i-au încurajat să locuiască printre ei și le-au promis posesiuni mari. În aceste condiții și alte condiții adiacente la fel de favorabile, acum nu mai este de mirare că ... un grup de marinari conduși de ofițeri și fără vreo legătură ... să fie guvernați de asemenea impulsuri puternice ... să se stabilească în acest belșug pe cea mai frumoasă insulă din lume unde nu trebuie să muncească, și unde tentațiile risipei sunt mai mult ca egale cu orice au putut ei concepe.” | ” |

### Escaladarea tensiunilor
În pofida atmosferei generale de relaxare, relațiile între Bligh și oamenii săi, îndeosebi cele între Bligh și Christian, au continuat să se deterioreze. Christian era umilit constant de către căpitan—adesea în fața echipajului și a băștinașilor tahitieni—acuzat de lene (pe drept și pe nedrept), iar cei a căror neglijență a dus la pierderea sau la furtul echipamentului erau aspru pedepsiți. Biciuirile, rareori aplicate în călătoria până acolo, au devenit acum ceva obișnuit; ca urmare, marinarii Millward, Muspratt și Churchill au dezertat. Ei au fost prinși rapid și, în urma unei percheziții a obiectelor lor, s-a găsit o listă de nume pe care se aflau cele ale lui Christian și Heywood. Bligh le-a arătat-o celor doi și i-a acuzat de complicitate la dezertare, ceea ce ei au negat; fără alte mărturii și dovezi, însă, Bligh nu a putut lua măsuri împotriva lor.
Cum se apropia data plecării, ieșirile lui Bligh împotriva ofițerilor săi s-au înmulțit. Un martor a relatat că „a oricui era vina pentru ceva, dl. Christian era cu siguranță cel care primea pedeapsa.” Tensiunile între marinari s-au acutizat, aceștia având în față perspectiva unei lungi și periculoase călătorii care avea să-i ducă prin strâmtoarea necartografiată Endeavour⁠(en)[traduceți], experiență ce avea să fie urmată de multe luni de greutăți. Bligh era nerăbdător să plece dar, așa cum scrie Hough, „nu a anticipat reacția tovarășilor lui la greutățile și austeritatea vieții pe mare ... după cinci luni de relaxare și hedonism în Tahiti”. La 5 aprilie, Bounty a ridicat ancora și a plecat pe mare cu toată încărcătura de arbori de pâine.

## Revolta
La 28 aprilie 1789, la circa 1.300 mile vest de Tahiti, a izbucnit revolta. Fletcher Christian se gândea în dimineața aceea să-și facă o plută și să părăsească nava vâslind 30 de mile marine (50 km) până la insula Tofua⁠(en)[traduceți] aflată în apropiere. Până la urmă însă, el s-a hotărât să pătrundă împreună cu mai mulți susținători ai lui în cabina lui Bligh, ținută de acesta permanent descuiată. Ei l-au trezit pe căpitan și l-au îmbrâncit pe punte îmbrăcat în cămașă de noapte, unde a fost păzit de Christian cu baioneta. Când Bligh l-a rugat pe Christian să fie rezonabil, Christian i-a răspuns doar: „sunt în infern, sunt în infern!” Deși s-au auzit cuvinte grele și amenințări din ambele tabere, vasul a fost cucerit fără vărsare de sânge și aparent fără opoziție violentă din partea loialiștilor, cu excepția lui Bligh. Din cei 42 de oameni de la bord, în afară de Bligh și Christian, 18 s-au alăturat revoltei, doi au rămas pasivi, iar 22 au rămas loiali lui Bligh.
Răsculații i-au pus pe Bligh, pe navigatorul vasului, doi marinari, ajutorul medicului (Ledward) și funcționarul vasului în barcazul lui Bounty. Alți câțiva au preferat să se alăture lui Bligh în loc să rămână la bord, deoarece știau că cei ce rămâneau la bord aveau să fie considerați de jure revoltați conform legilor marinei britanice⁠(en)[traduceți].

### Călătoria lui Bligh

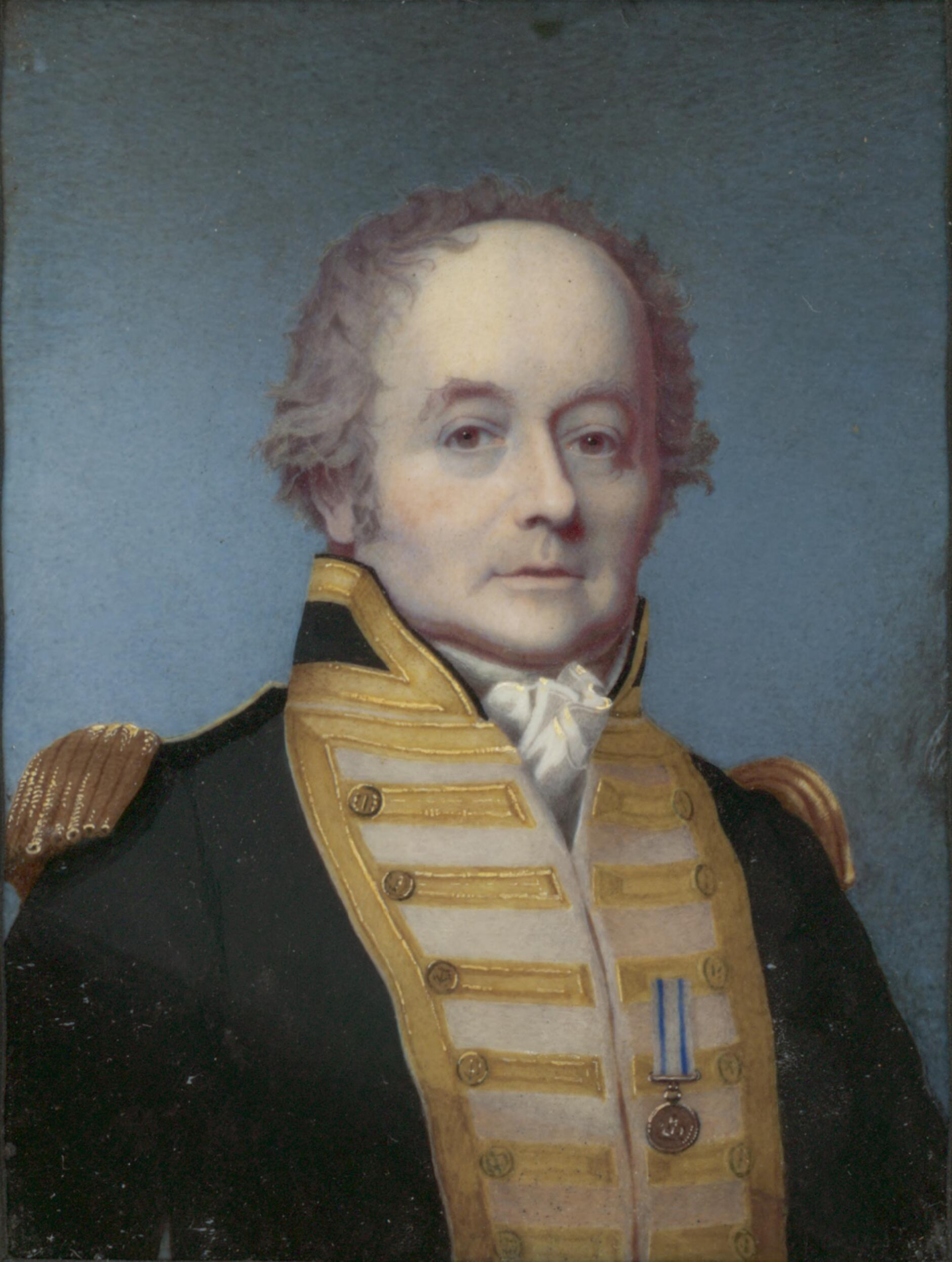
William Bligh în 1814, cu mulți ani după evenimentele descrise aici.

În total, 18 membri loiali ai echipajului s-au aflat alături de Bligh în barcă; alți patru loialiști au fost forțați să rămână cu răsculații. Revolta a avut loc la circa 30 de mile marine (56 km) de Tofua (Bligh a scris Tofoa). Bligh și marinarii săi au încercat să acosteze acolo (într-un golf pe care l-au botezat „Golful Criminalilor”) pentru a-și completa proviziile.
Singura pierdere omenească în această călătorie a fost marinarul John Norton, care a fost omorât cu pietre de unii băștinași de pe Tofua.
Bligh a navigat apoi pe barca deschisă, de 7 m timp de 47 de zile până în Timor în Indiile Orientale Olandeze. Echipat cu un sextant și cu un ceas de buzunar și fără hartă sau busolă, el a înregistrat distanța ca fiind de 3.618 mile marine (6.710 km). A fost fugărit de canibali în ceea ce azi se numește Bligh Water, Fiji și a trecut prin strâmtoarea Torres pe drum, acostând la Kupang, Timor la 14 iunie.
La scurt timp după sosirea în Timor, au murit bucătarul și botanistul. Alți trei marinari au murit în lunile următoare.
Locotenentul Bligh s-a întors în Marea Britanie și a raportat revolta Amiralității la 15 martie 1790, după 2 ani și 2 luni și jumătate de când a plecat din Anglia.

### Răsculații în Tahiti
Între timp, marinarii revoltați au navigat către insula Tubuai unde au încercat să se stabilească. După trei luni în care au fost constant atacați de băștinași, ei s-au întors în Tahiti. Doisprezece dintre răsculați și patru loialiști care nu au fost lăsați să-l însoțească pe Bligh au rămas acolo, sperând că Marina Regală nu-i va găsi pentru a-i da pe mâna justiției.
Doi dintre răsculați au murit în Tahiti între 1789 și 1790.  Matthew Thompson l-a împușcat pe Charles Churchill și a fost apoi lapidat de familia tahitiană a lui Churchill într-un act de răzbunare.

### Ultima călătorie aPandorei
HMS Pandora, sub comanda căpitanului Edward Edwards, a fost trimis la 7 noiembrie 1790 să caute vasul Bounty și pe răsculați. Pandora avea echipaj dublu, deoarece se aștepta ca restul oamenilor să activeze pe Bounty după recuperarea ei de la marinarii care au deturnat-o.
Pandora a ajuns în Tahiti la 23 martie 1791. Patru dintre cei de pe Bounty au venit la bordul Pandorei la scurt timp după sosirea sa, și încă zece au fost arestați în câteva săptămâni. Acești paisprezece, atât răsculații cât și loialiștii sechestrați, au fost închiși într-o celulă improvizată pe puntea vasului Pandora, pe care au poreclit-o în glumă „Cutia Pandorei”.
La 8 mai 1791, Pandora a plecat din Tahiti, colindând timp de trei luni insulele de la vest de Tahiti în căutarea vasului Bounty și a restului răsculaților, găsind doar resturi plutitoare (inclusiv câteva vergi și o curte pe Insula Palmerston). Deplasându-se spre vest prin strâmtoarea Torres, Pandora a naufragiat pe un recif de corali (parte a Marii Bariere de Corali) la 29 august 1791. Vasul s-a scufundat a doua zi, scufundare soldată cu moartea a 31 de membri ai echipajului și patru dintre prizonieri (Skinner, Sumner, Stewart și Hillbrandt). Restul de 89 de marinari și zece prizonieri (eliberați în ultimul moment din cușca lor de William Moulter, ajutorul ofițerului de logistică de pe Pandora) s-au adunat în patru bărci mici și s-au îndreptat spre Timor, într-o călătorie similară celei a lui Bligh. Ei au sosit în Timor la 16 septembrie 1791.

### Procesele de la curtea marțială
După ce au fost repatriați în Marea Britanie, cei zece prizonieri rămași în viață au fost judecați de un tribunal militar naval. În timpul procesului, s-a dat mare importanță pe oamenii care au fost văzuți ținând arme în momentele critice ale revoltei, întrucât conform Legilor de Război, dacă cineva rămâne pasiv în momentul în care poate împiedica o revoltă, este considerat la fel de vinovat ca cei care au organizat-o. În sentința dată la 18 septembrie 1792, patru oameni identificați de Bligh ca fiind nevinovați au fost achitați. Doi au fost găsiți vinovați, dar au fost grațiați; unul dintre aceștia a fost Peter Heywood, care a ajuns el însuși căpitan de vas; al doilea a fost James Morrison care și-a continuat și el cariera navală și a murit pe mare. Altuia i s-a comutat sentința din cauza unei tehnicalități legale, după care a fost și el grațiat. Ceilalți trei au fost condamnați și au fost spânzurați la bordul vasului HMS Brunswick la 29 octombrie 1792. În alte procese, atât Bligh cât și Edwards au fost judecați de o curte marțială pentru pierderea vasului (procedură declanșată automat conform legislației maritime britanice, și care nu indică vreo anume suspiciune de vinovăție). Ambii au fost achitați.
Bligh și-a reluat cariera navală și a ajuns până la rangul de viceamiral. Cariera sa a fost marcată de o altă contestare a autorității sale ca guvernator al provinciei New South Wales. În 1808, soldații din New South Wales l-au arestat pe Bligh într-un incident cunoscut astăzi sub numele de Revolta Romului.

### A doua expediție după arbori de pâine
Chiar înainte ca Edwards să revină din căutarea vasului Bounty, HMS Providence⁠(en)[traduceți] ajutată de Assistant au demarat o a doua călătorie de colectare de arbori de pâine la 3 august 1791. Această misiune a fost și ea promovată tot de Joseph Banks și s-a desfășurat tot sub comanda lui Bligh, acum promovat la rangul de căpitan. În această a doua călătorie, s-a reușit strângerea a 2.126 arbori de pâine și a altor sute de alte specimene botanice, care au fost livrate în Indiile Occidentale. Sclavii din Jamaica au refuzat însă să mănânce fructele, astfel încât scopul final al expediției a fost un eșec. Plecând din Tahiti la 19 iulie 1792, Bligh a navigat din nou cu succes prin strâmtoarea Torres.

### Răsculații de pe Insula Pitcairn
Călătoria lui Bounty în Tahiti şi până la locul revoltei, 28 aprilie 1789
     Mişcările lui Bounty după revoltă, sub comanda lui Christian
     Cursul călătoriei cu barca a lui Bligh până la Coupang

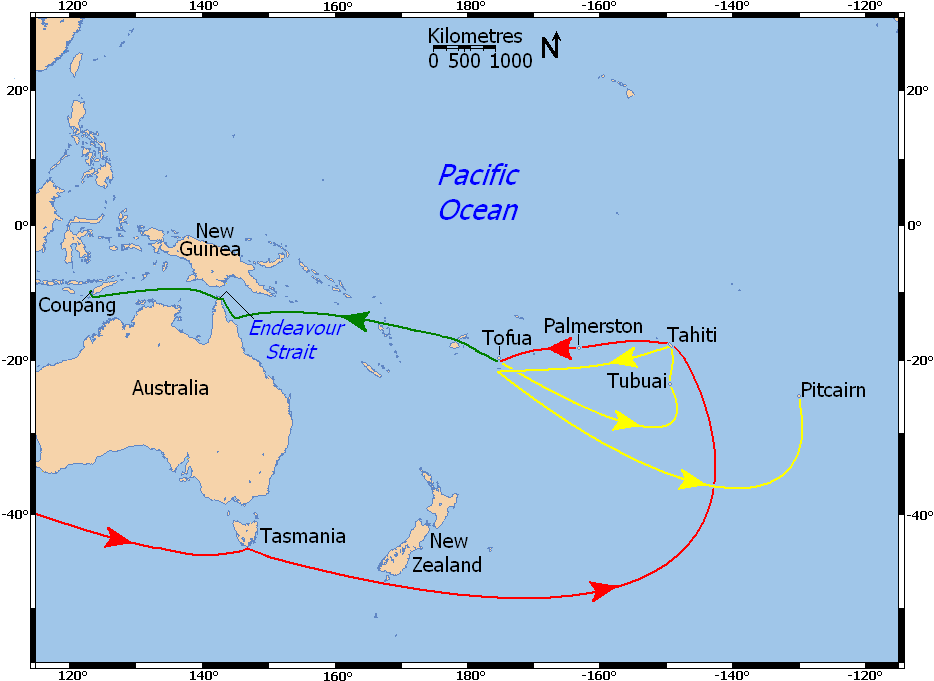
Hartă ce prezintă mișcările lui Bounty în Oceanul Pacific, 1788–1790
Călătoria lui Bounty în Tahiti şi până la locul revoltei, 28 aprilie 1789
Mişcările lui Bounty după revoltă, sub comanda lui Christian
Cursul călătoriei cu barca a lui Bligh până la Coupang

Imediat după ce au lăsat la mal șaisprezece oameni în Tahiti în septembrie 1789, Fletcher Christian, opt alți marinari, șase tahitieni și 11 femei, dintre care una cu un copil mic, au plecat cu Bounty în speranța de a scăpa de Marina Regală.
Răsculații au trecut prin insulele Fiji și Cook, dar s-au temut că vor fi găsiți acolo. În căutarea unui loc sigur, la 15 ianuarie 1790 au redescoperit Insula Pitcairn, care figura într-o poziție greșită pe hărțile Marinei. După ce s-a luat hotărârea să se stabilească pe Pitcairn, au fost date jos de pe Bounty animalele și toate proviziile. Pentru a împiedica descoperirea vasului și fuga cuiva, vasul a fost ars la 23 ianuarie 1790 în actualul Golf Bounty.  Unele resturi ale ei, cum ar fi pietrele de balast, încă se mai văd în acele ape. Cârma este expusă la Muzeul Fiji din Suva. O ancoră a lui Bounty a fost recuperată în 1957 de Luis Marden în Golful Bounty.
Comunitatea din Insula Pitcairn a prins viață cu perspective bune. Era hrană din abundență, apă și pământ pentru toți, iar clima era blândă. Deși multor polinezieni le era dor de casă, iar britanicii știau că vor rămâne toată viața izolați pe Pitcairn, ei s-au acomodat rapid. S-au născut mai mulți copii.
Fletcher Christian a devenit liderul comunității și a dus o politică de dreptate și moderație pentru toată lumea. El a vrut ca polinezienii să aibă un cuvânt de spus în chestiunile comunității, la fel ca și europenii. Câțiva dintre răsculați i-au tratat însă pe polinezieni ca pe sclavi, chiar și pe cei de vază, și au încercat să-i priveze de pământuri. Localnicii s-au opus acestui tratament incorect, iar relațiile dintre britanici și polinezieni s-au deteriorat. Ostilitatea s-a amplificat când a murit soția lui Jack Williams și acestuia i s-a „dat” o consoartă polineziană drept „înlocuitor”. În pofida eforturilor lui Fletcher Christian de a păstra pacea, polinezienii s-au revoltat.
În 1793, a izbucnit un conflict pe Insula Pitcairn între răsculații de pe Bounty și tahitienii care i-au însoțit. Patru dintre răsculați (Jack Williams, Isaac Martin, John Mills și William Brown) precum și Fletcher Christian au fost uciși de tahitieni. Toți cei șase tahitieni au murit în luptele sporadice, unii de mâna văduvelor răsculaților uciși și alții din cauza tovarășilor lor.
Fletcher Christian a lăsat-o în urmă pe soția sa Maimiti și pe copilul lor Thursday October Christian (denumit uneori „Friday October Christian”). Au circulat zvonuri cum că Christian ar fi plecat de pe insulă și s-ar fi întors în Anglia, sau că s-ar fi sinucis.
Dintre femeile tahitiene, la început, una a murit accidental într-o toamnă în timp ce aduna ouă de pe niște stânci și alta de o boală respiratorie (ceea ce a precipitat luarea cu forța a consoartelor tahitienilor).
Moartea lui Christian a dus la un vid de putere pe insulă. Doi dintre cei patru răsculați rămași în viață, Ned Young și John Adams (denumit și Alexander Smith), au preluat conducerea și a urmat o perioadă de liniște, până când William McCoy a înființat o distilerie și a început să fabrice o băutură alcoolică dintr-o plantă locală. Răsculații au început să bea în exces și au făcut viața grea femeilor.
Femeile s-au revoltat de mai multe ori — bărbații „grațiindu-le” permanent (amenințând de fiecare dată cu execuția conducătoarelor următoarei revolte) — și unele dintre femei au acceptat să părăsească insula pe o plută improvizată, care însă s-a împotmolit în golf. Viața în Pitcairn a continuat astfel până au murit McCoy și Quintal, și distileria a fost distrusă.
William McCoy a murit căzând la beție. Matthew Quintal a fost ucis de John Adams și Ned Young după ce i-a amenințat pe toți cu moartea. În cele din urmă, John Adams și Ned Young s-au împăcat cu femeile, și comunitatea a început sa înflorească.
Ned Young a murit de astm în 1800, fiind primul bărbat care a avut parte de o moarte naturală. După moartea lui Young în 1800, Adams a devenit liderul comunității, și și-a asumat responsabilitatea educației. Adams a început să țină slujbe duminica și să învețe religia creștină. Blândețea și toleranța sa au permis înflorirea comunității formate acum din un bărbat, nouă femei tahitiene și zeci de copii.
Localnicii au afirmat că abia la 27 decembrie 1795 a fost văzut de pe insulă primul vas după Bounty, dar el nu s-a apropiat de pământ, deci nu au putut vedea cărei țări aparținea. O a doua corabie a apărut cândva în 1801, dar nu a încercat să comunice cu ei. O a treia s-a apropiat destul de mult cât să vadă satul, dar nu s-a aventurat să trimită o barcă spre mal. Vasul comercial american Topaz, sub comanda lui Mayhew Folger, a fost prima care a vizitat insula și a comunicat cu locuitorii, echipajul petrecând 10 ore pe Pitcairn în februarie 1808. Relatarea descoperirii lui Folger a fost transmisă Amiralității—în care se menționa descoperirea poziției reale a insulei la 25° 2' latitudine sudică și 130° longitudine estică, dar această redescoperire nu era cunoscută lui,Sir Thomas Staines, care a comandat o flotilă de două vase (HMS Briton și HMS Tagus) a Marinei Regale, care a descoperit insula la 25° 4' S la 17 septembrie 1814. Staines a trimis un grup pe țărm și a scris un raport detaliat Amiralității. În noiembrie 2009, un jurnal al subofițerului J.B. Hoodthorp de pe HMS Briton în care s-a detaliat primul contact cu răsculații a fost vândut la licitație pentru o sumă de peste 40.000 de lire la Cheffin's Auction House din Cambridge.
În 1808, când Topaz a ajuns pe insula Pitcairn, mai trăiau doar John Adams, nouă femei și câțiva copii. În 1825, Adams a fost amnistiat pentru revoltă; capitala insulei Pitcairn, Adamstown, a fost botezat în amintirea lui. La 30 noiembrie 1838, Insulele Pitcairn (inclusiv insulele nelocuite Henderson, Ducie și Oeno) au fost încorporate Imperiului Britanic. În 1856, guvernul britanic a cedat Insula Norfolk pitcairnienilor pentru colonizare, deoarece populația crescuse semnificativ, făcând refugiul lor inițial nelocuibil.
În 2007, Insulele Pitcairn sunt un teritoriu britanic de peste mări cu o populație de circa 50 de locuitori. Localnicii sărbătoresc la 23 ianuarie ziua Bounty, comemorarea arderii în 1790 a vasului Bounty, și la 8 iunie este sărbătoarea națională a Insulei Norfolk, comemorare a sosirii în 1856 a coloniștilor de pe Insula Pitcairn.

## Descoperirea epavei
Luis Marden a descoperit epava lui Bounty în ianuarie 1957. După ce a descoperit o cârmă a vasului într-un muzeu din Fiji, el i-a convins pe editorii și publiciștii lui să-l lase să facă scufundări lângă Insula Pitcairn, unde fusese găsită cârma. În ciuda avertismentelor unui localnic, Marden a făcut scufundări mai multe zile în periculoasele vârtejuri de lângă insulă, și a descoperit rămășițele vasului. Ulterior, el l-a consiliat pe Marlon Brando privind rolul lui Fletcher Christian în filmul din 1962 intitulat Revolta de pe Bounty.

## În cultura populară

### Ecranizări
- Revolta de pe Bounty (film din 1916)
- Revolta de pe Bounty (film din 1935)
- Revolta de pe Bounty (film din 1962)
- Bounty (film din 1984)